# Río Mao (afluente del Cabe)
El Mao es un río del noroeste de la península ibérica, afluente del Cabe y perteneciente, por tanto, a la cuenca hidrográfica del Miño. Su curso discurre por la provincia española de Lugo, en Galicia.

## Historia
El río Mao es mencionado en un buen número de antiguos documentos, entre ellos el Tumbo de Samos, que recoge información a partir del año 854. Aparece descrito en el decimoprimer volumen del Diccionario geográfico-estadístico-histórico de España y sus posesiones de Ultramar de Pascual Madoz de la siguiente manera:

MAO: r. de la prov. de Lugo, tiene origen en el part. jud. de Sarria de las vertientes meridionales de San Silvestre de Freijo y occidentales de la sierra de Oribio en el térm. de la felig. de San Salvador de su nombre: desde aqui corre bañando por el N. á las parr. de San Roman y Sta. Maria de Mao, y pasa por entre las de Rendar y Goó; continúa al S. y entra en el part. de Monforte separando las felig. de Tuimil y Layosa que quedan á der. é izq.; baja á San Martin de Bóveda, deja á la der. á San Vicente de Ver y bañando por el O. á Santiago de Ribas Pequeñas, llega á Sta. Maria de La Porte en cuyo térm. y por la orilla der. se incorpora en el Cabe: en su curso hasta la mencionada confluencia encuentra 1 puente de piedra en Villasouto y 2 de madera en Boveda y Ribas Pequeñas; sus aguas dan impulso á varios molinos harineros proporcionan algun regadío y crian escelentes truchas.
(Madoz, 1848, p. 206)

## Curso
El río Mao nace en Veigas, un lugar de la parroquia de San Salvador do Mao, municipio de Incio y recorre tierras de tres municipios, Incio, Bóveda y Monforte de Lemos.
Es alimentado por los ríos Cereixido, Carballedo y Noceda, y por otras corrientes menores como Toimil (Rego da Ide), Castro, Penalva, Riveira (Teilán), Boqueira, O Porto. 
Desemboca en el río Cabe en la parroquia de Parte, municipio de Monforte de Lemos.

## Medio ambiente

### Fauna
La fauna de este río sufrió una grande alteración con la creación del embalse de Vilasouto, desapareciendo la trucha común, la anguila, la nutria y el cangrejo ibérico. Ha sido repoblado, con bastante éxito, con trucha "arco iris", aunque, aguas abajo de la presa, el caudal es muy irregular, aumentando en verano y siendo mínimo en invierno, lo que dificulta la estabilidad de la fauna.